# Косинова, Мария Валерьевна
Мари́я Вале́рьевна Ко́синова (род. 22 сентября 1984, Межгорье , Башкирская АССР, РСФСР, СССР) — российская спортсменка, биатлонистка, обладательница Кубка мира по летнему биатлону, серебряный призёр чемпионата мира по летнему биатлону в Оберхофе. Трёхкратная чемпионка мира по биатлону среди юниоров (до 19 лет), чемпионка мира в эстафете среди юниоров (до 21 года). Мастер спорта международного класса по биатлону.
Воспитанница Белорецкой спортивной школы (ДЮСШ № 1 города Белорецка), тренер — А. М. Щепарёв.

## Юниорские и молодёжные достижения
| Год  | Место проведения | Возраст | Инд | Спр | Пр | Эст |
| ---- | ---------------- | ------- | --- | --- | -- | --- |
| 2002 | ЧМ Валь-Риданна  | U19     | DNS | 9   | 10 | 2   |
| 2003 | ЧМ Косцелиско    | U19     | —   | 1   | 1  | 1   |
| 2005 | ЧМ Контиолахти   | U21     | 2   | 4   | 3  | 1   |
| 2005 | ЧЕ Новосибирск   | U21     | 8   | 4   | 4  | 1   |